# 예카테리나 말리셰바 (하노버)
하노버 왕자빈 예카테리나(Ekaterina Prinzessin von Hannover, 1986년 7월 30일 ~ )는 러시아의 패션 디자이너이자 영화 감독으로, 에른스트 아우구스트 폰 하노버와 결혼하여 하노버가의 왕자빈이 되었다.